# Пустинна игуана
Пустинната игуана (Dipsosaurus dorsalis) е вид влечуго от семейство Игуанови (Iguanidae), единствен представител на род Пустинни игуани (Dipsosaurus). Видът не е застрашен от изчезване.

## Разпространение и местообитание
Разпространен е в Мексико (Долна Калифорния, Синалоа и Сонора) и САЩ (Аризона, Калифорния, Невада и Юта).
Обитава скалисти райони, гористи местности, пустинни области, места с песъчлива и суха почва, планини, възвишения, ливади, храсталаци, дюни, савани, крайбрежия и плажове в райони с тропически, умерен и субтропичен климат.

## Описание
Имат телесна температура около 32,4 °C.
Продължителността им на живот е около 14,6 години. Популацията на вида е стабилна.